# C11orf49
C11orf49 (англ. Chromosome 11 open reading frame 49) – білок, який кодується однойменним геном, розташованим у людей на короткому плечі 11-ї хромосоми. Довжина поліпептидного ланцюга білка становить 331 амінокислот, а молекулярна маса — 37 353.
| 10         |  | 20         |  | 30         |  | 40         |  | 50         |
| ---------- |  | ---------- |  | ---------- |  | ---------- |  | ---------- |
| MLSPERLALP |  | DYEYLAQRHV |  | LTYMEDAVCQ |  | LLENREDISQ |  | YGIARFFTEY |
| FNSVCQGTHI |  | LFREFSFVQA |  | TPHNRVSFLR |  | AFWRCFRTVG |  | KNGDLLTMKE |
| YHCLLQLLCP |  | DFPLELTQKA |  | ARIVLMDDAM |  | DCLMSFSDFL |  | FAFQIQFYYS |
| EFLDSVAAIY |  | EDLLSGKNPN |  | TVIVPTSSSG |  | QHRQRPALGG |  | AGTLEGVEAS |
| LFYQCLENLC |  | DRHKYSCPPP |  | ALVKEALSNV |  | QRLTFYGFLM |  | ALSKHRGINQ |
| ALGALPDKGD |  | LMHDPAMDEE |  | LERLLAQVPG |  | LVNSVTASPE |  | ASCLPSRTPP |
| RVGSPWRPLH |  | HSRKVDGESD |  | GSTEETDESE |  | T          |  |            |

A: Аланін

C: Цистеїн

D: Аспарагінова кислота

E: Глутамінова кислота

F: Фенілаланін

G: Гліцин

H: Гістидин

I: Ізолейцин

K: Лізин

L: Лейцин

M: Метіонін

N: Аспарагін

P: Пролін

Q: Глутамін

R: Аргінін

S: Серин

T: Треонін

V: Валін

W: Триптофан

Кодований геном білок за функцією належить до фосфопротеїнів. 
Задіяний у такому біологічному процесі, як альтернативний сплайсинг. 